# Chevrolet S-10
 (novembre 2021).
Si vous disposez d'ouvrages ou d'articles de référence ou si vous connaissez des sites web de qualité traitant du thème abordé ici, merci de compléter l'article en donnant les références utiles à sa vérifiabilité et en les liant à la section « Notes et références ».
 (novembre 2021).
La mise en forme du texte ne suit pas les recommandations de Wikipédia : il faut le « wikifier ».
Les points d'amélioration suivants sont les cas les plus fréquents. Le détail des points à revoir est peut-être précisé sur la page de discussion.
- Les titres sont pré-formatés par le logiciel. Ils ne sont ni en capitales, ni en gras.
- Le texte ne doit pas être écrit en capitales (les noms de famille non plus), ni en gras, ni en italique, ni en « petit »…
- Le gras n'est utilisé que pour surligner le titre de l'article dans l'introduction, une seule fois.
- L'italique est rarement utilisé : mots en langue étrangère, titres d'œuvres, noms de bateaux, etc.
- Les citations ne sont pas en italique mais en corps de texte normal. Elles sont entourées par des guillemets français : « et ».
- Les listes à puces sont à éviter, des paragraphes rédigés étant largement préférés. Les tableaux sont à réserver à la présentation de données structurées (résultats, etc.).
- Les appels de note de bas de page (petits chiffres en exposant, introduits par l'outil «  Source ») sont à placer entre la fin de phrase et le point final[comme ça].
- Les liens internes (vers d'autres articles de Wikipédia) sont à choisir avec parcimonie. Créez des liens vers des articles approfondissant le sujet. Les termes génériques sans rapport avec le sujet sont à éviter, ainsi que les répétitions de liens vers un même terme.
- Les liens externes sont à placer uniquement dans une section « Liens externes », à la fin de l'article. Ces liens sont à choisir avec parcimonie suivant les règles définies. Si un lien sert de source à l'article, son insertion dans le texte est à faire par les notes de bas de page.
- La présentation des références doit suivre les conventions bibliographiques. Il est recommandé d'utiliser les modèles {{Ouvrage}}, {{Chapitre}}, {{Article}}, {{Lien web}} et/ou {{Bibliographie}}. Le mode d'édition visuel peut mettre en forme automatiquement les références.
- Insérer une infobox (cadre d'informations à droite) n'est pas obligatoire pour parachever la mise en page.

Pour une aide détaillée, merci de consulter Aide:Wikification.
Si vous pensez que ces points ont été résolus, vous pouvez retirer ce bandeau et améliorer la mise en forme d'un autre article.
Pour les articles homonymes, voir S-10.
La Chevrolet S-10 est un modèle de voiture dont la production s'est arrêtée en 2004 avec la version crew cab. Il a été remplacé par le Chevrolet Colorado. Ayant plusieurs motorisations, le S-10 était un petit pick-up qui se démarquait le plus dans sa catégorie. Il était disponible en version deux et quatre roues motrices.
La production des S-10 a démarré en 1982 avec deux types de moteurs, quatre cylindres 2,0 L et un V6 60° 2,8 L. Par la suite, le V6 4,3 L à injection a été incorporé en 1988. Les S-10 ont été les camionnettes compactes les plus vendues de leur catégorie.
Il existe une version haute performance fabriquée en 1991 appelée GMC Syclone. Cette camionnette a été aussi vendue sous le nom de Isuzu Hombre de 1996 à 2000. Ce véhicule a été aussi vendu en modèle Sport Utilitaire les Chevrolet S-10 Blazer/GMC S-15 Jimmy, tous ces modèles sont connus comme la Série-S.
En Amérique du Nord, les Série-S ont été remplacées par le Chevrolet Colorado, GMC Canyon et le Isuzu I-Séries en 2004, mais toutefois ils demeurent en production au Brésil.

## Première génération (1982-1993)

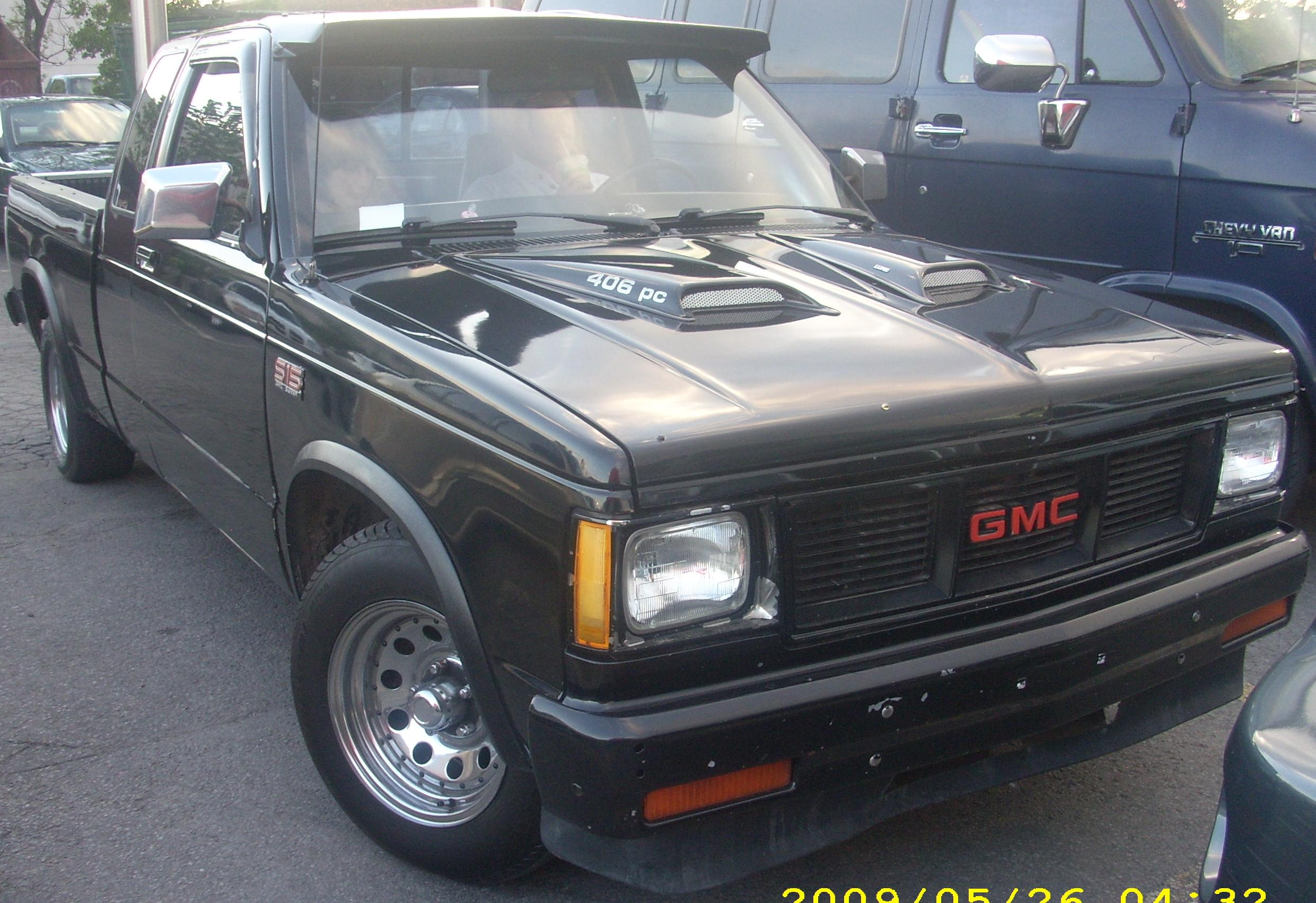
GMC S-15 Sierra Cabine allongée

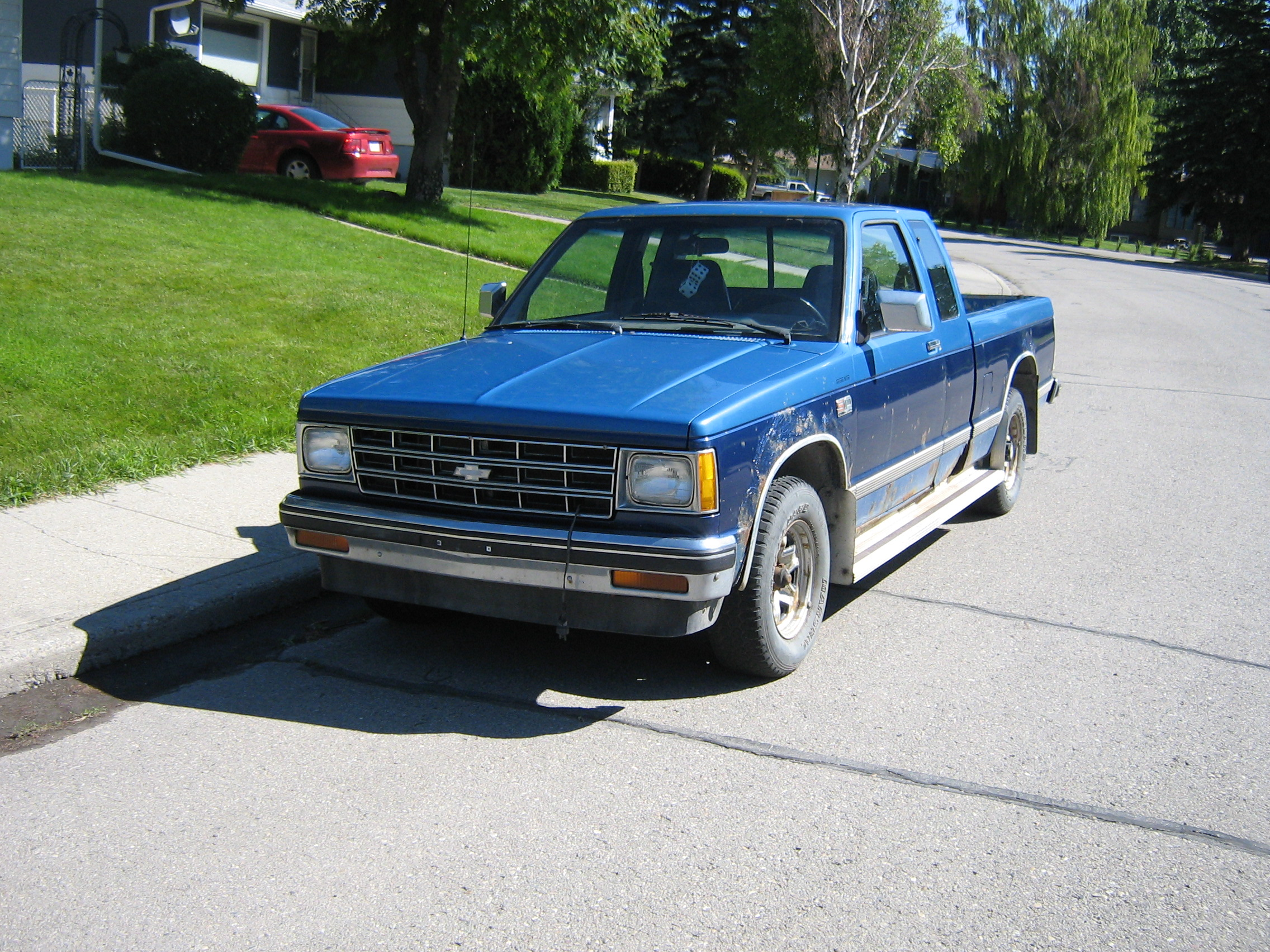
1983–1990 Chevrolet S-10 Cabine régulière

Le premier pick-up compact de GM est le Chevrolet LUV de 1972. La crise du pétrole de 1973 a forcé les ingénieurs à redessiner un pick-up destiné à un usage domestique, à partir des pièces qui étaient souvent utilisées sur d'autres véhicules en fabrication pendant cette période. Beaucoup de pièces de la série G Body ont été utilisées. La largeur de la voie était similaire aux anciennes sous-compacts GM H-body (Vega / Monza). En 1982 le premier pick-up a été présenté au public. Le moteur de base (fabriqué au Japon et importé) était un quatre cylindres Isuzu de 1,9 L (RPO LR1) partagé avec le LUV et l'Isuzu P'UP, avec un V6 de 2,8 L en option. Les modèles de GMC et de Chevrolet étaient identiques excepté la calandre. Une version à cabine allongée et quatre roues motrices a été offerte en option en 1983 avec deux nouveaux moteurs - un moteur quatre cylindres de 2,0 L (RPO LQ2) des automobiles à plateforme J ainsi qu'un moteur diesel quatre cylindres Isuzu de 2,2 L (RPO LQ7).
La version SUV débuta en 1983 avec le Chevrolet S10 Blazer/GMC S15 Jimmy; GM a été le premier à introduire un SUV, suivi de Ford puis de Jeep en 1984. En raison de la popularité du Jeep Cherokee, une version 4 portes sera offerte de 1990 à 1993.
Une nouvelle suspension hors route Heavy Duty sera offerte en 1984 ainsi qu'un embrayage hydraulique, tandis que pour 1985, le moteur 2,0 litres sera retiré pour le remplacer par un 2,5 litres à injection électronique TBI. Les autres moteurs 1,9 L et 2,2 L Diesel seront retirés en 1986, laissant juste l'Iron Duke et le V6 de 2,8 L mis à jour. Un nouveau moteur sera disponible en 1988 un 4,3 litres à six cylindres et en 1989 les freins anti-blocage seront désormais offerts.
Le GMC S-15 est devenu le GMC Sonoma en 1991, et les finitions Sierra ont été abandonnés pour éviter toute confusion avec le nouveau pick-up full-size GMC Sierra. Le GMC Syclone est également apparu cette année-là. Le Sonoma GT s'est incliné en 1992. À cela s'ajoute le moteur V6 Vortec de 4,3 L avec le code W. La dernière année de cette génération était 1993.

### Finitions d'apparence
Le S-10 Baja est une finition d'apparence optionnelle qui été installé sur n'importe quel S-10 à quatre roues motrices (cabine simple avec benne courte, cabine simple avec benne longue et cabine allongée avec benne courte) de 1989 à 1991. Le Baja était disponible en trois couleurs: Midnight Black, Apple Red et Frost White. Les options du Baja comprenait également: un arceau de sécurité avec des feux tout-terrain, grille de protection avant tubulaire avec phares antibrouillard, pare-chocs arrière tubulaire, des finitions bouclier pour le dessous de caisse (bouclier pour la boîte de transfert, bouclier pour le différentiel avant, bouclier pour le réservoir de carburant, boucliers pour carter d'huile / tringlerie de direction), bannière de pare-brise Chevrolet et décalcomanies Baja sur les côtés de la benne et rayures larges de 25 mm. Les options supplémentaires du Baja comprennent un filet de chargement pour la benne arrière, roues "Outlaw" en aluminium et un porte-pneu de secours spécial monté sur benne avec une roue en aluminium. En 1991, les S10 Baja sont venus avec des sièges baquets spéciaux brodés "BAJA" en rouges et gris et une garniture de panneau de porte rouge unique.
Le S-10 Cameo et le Cameo EL étaient des finitions d'apparence disponibles pour le S-10 à deux roues motrices entre 1989 et 1991. Lors de sa première introduction en 1989, le Cameo avait trois choix de couleurs; Apple Red, Frost White or Midnight Black. En 1991, des schémas de peinture bicolores étaient disponibles, ainsi que des caractéristiques extérieures supplémentaires comme un pare-chocs avant enveloppant avec phares antibrouillard, moulures à effet au sol sur le bas de la carrosserie, une jupe de hayon affleurante, plateau arrière (si les lois des États le permettent) et inscription "Cameo" sur les portes et le hayon. D'autres finitions d'apparence comprenaient le S-10 Back Country, prédécesseur du Baja, le S-10 édition Top Gun, le GMC Sonoma SST, les GMC S-15 Gypsy Magic et GMC Jimmy Magic.

### Sonoma GT
Le Sonoma GT était une finition de performances disponible sur le Sonoma deux roues motrices à benne courte et cabine standard. Un total de 806 ont été construits[réf. nécessaire]. Le pick-up était propulsé par un V6 Vortec de 4,3 L amélioré. Il comprenait une injection de carburant centrale à plusieurs ports et produisait 197 ch (145 kW) et 353 N m de couple. Il était équipé d'une transmission automatique 4L60 et d'un différentiel à glissement limité avec un engrenage 3,42:1.
Modifié par Production Automotive Services de Troy, Michigan, il a été équipé de la fintion intérieur du Syclone comprenant des sièges baquets en tissu noir avec passepoil rouge, un ensemble de jauge spécial et une console de changement de vitesses au plancher.
Répartition des couleurs du Sonoma GT;
- Black avec Black en 1991 (1 au total)
- Black avec Black (406 au total)
- Black avec Gray (30 au total)
- Frost White avec Gray (107 au total)
- Apple Red avec Gray (179 au total)
- Bright Teal avec Gray (54 au total)
- Forest Green Metallic avec Gray (15 au total)
- Aspen Blue avec Gray (15 au total)

### Sonoma de 1993
Certains Sonoma de 1992 et 1998 sont venus avec un moteur L35 code W équipé d'usine. Pour 1993, aucun étiquetage spécialisé ni étiquette d'édition limitée n'était connu pour avoir été utilisé avec le moteur code W. Les totaux de production de ces véhicules sont inconnus.

### Syclone de 1991
Article principal: GMC Syclone
Le Syclone était une finition haute performance pour l'année modèle 1991. Il est venu avec quatre roues motrices, freins antiblocage aux 4 roues, un V6 LB4 de 4,3 L avec des pistons de compression inférieurs, un turbocompresseur et un refroidisseur d'eau, Ils produisaient ~ 280 ch. La production était limitée à seulement 2998 unités.

#### Motorisations
| Moteur | Cylindrée | Puissance | Couple | Transmission | Vitesse | 0 à 100 km/h | Consommation |
| ------ | --------- | --------- | ------ | ------------ | ------- | ------------ | ------------ |
|        |           |           |        |              |         |              |              |

## Deuxième génération (1994-2004)
Chevrolet lance le modèle de deuxième génération pour 1994. Tous les modèles spéciaux (Syclone, Typhoon et Sonoma GT) ont été abandonnés, mais les modifications apportées au pick-up viser à rivaliser avec le Ford Ranger aux États-Unis. Les moteurs 4 cylindres Iron Duke et V6 60° 2,8 L ont été retirés, le V6 Vortec 4,3 L a été amélioré et un nouveau moteur 4 cylindres de 2,2 L (qui avait été introduit en 1990 sur divers modèles compact et intermédiaire de GM à traction avant sur plates-formes GM) sont devenues les moteurs de choix pour alimenter la deuxième génération de S-10. Conformément à la Clean Air Act, tous les S-10 et Sonoma de deuxième génération équipés de la climatisation utilisé du réfrigérant R134a sans CFC à partir de l'année modèle 1994. Le tout nouveau S-10 de 1994 n'offrait aucun airbag, vraisemblablement à titre temporaire pour économiser l'introduction de nouveaux styles de carrosserie, ainsi que pour éliminer progressivement les conceptions de volant qui ne convenaient pas aux airbags, bien que le véhicule lui-même était prévu pour la capacité d'airbag.
De nombreux composants du châssis étaient les mêmes que ceux de la première génération (les cadres A entre la première et la deuxième génération étaient les mêmes bien qu'ils provenaient à l'origine de la gamme de véhicules à carrosserie G de GM), ainsi que l'articulation de direction, les ressorts à lames et le montage différentiel mais la suspension et les essieux été considérablement améliorés. Les cadres A inférieurs pour le modèle à deux roues motrices avaient des arrêts de direction plus épais de 6 mm - les cadres A de deuxième génération sont couramment utilisés comme mise à niveau de ceux de la première génération. Les modèles SUV (Blazer, Jimmy, Bravada) étaient livrés avec des barres stabilisatrices avant et arrière plus épaisses.
En règle générale, pour les pick-ups à deux roues motrices, l'arrière de 8,5 pouces n'était utilisé qu'avec une transmission manuelle et un moteur V6 L35 de 4,3 L code W; c'était une option pour les pick-ups à quatre roues motrices avec l'une ou l'autre transmission. C'était également l'année où GM a présenté le tout-terrain ZR2.
Pour 1995, un coussin gonflable côté conducteur a été ajouté ainsi que des feux de circulation diurne. En 1996, le moteur de 4,3 L a été rafraîchi et une troisième porte (arrière) a été ajoutée pour les modèles à cabine allongée, ainsi que l'option de benne sport. En 1998, l'extérieur, l'intérieur, les freins et le moteur quatre cylindres en ligne de 2,2 L ont été rafraîchis, ainsi qu'un système de retenue supplémentaire de «nouvelle génération» qui ajouté un coussin gonflable côté passager. La finition SS a été remplacé par la finition "Xtreme". Le S-10 Crew Cab, n'était disponible qu'en version 4 roues motrices et transmission automatique et a été lancée sur le marché à la fin de l'année 2000 (comme modèle de l'année 2001). Pour l'année modèle 2004, les modèles à cabine simple et allongée ont été abandonnés; seul le modèle à cabine quatre portes a été retenu.
Les modèles de base à deux roues motrices étaient livrés avec des roues de 15 x 6,5 pouces avec des évents directionnels, les modèles Xtreme et ZQ8 étaient livrés avec des roues de 16 x 8 pouces tandis que les modèles à quatre roues motrices (y compris le ZR2) utilisaient des roues de 15 x 7 pouces. Les roues de 14 pouces utilisées sur la première génération ont été abandonnées.

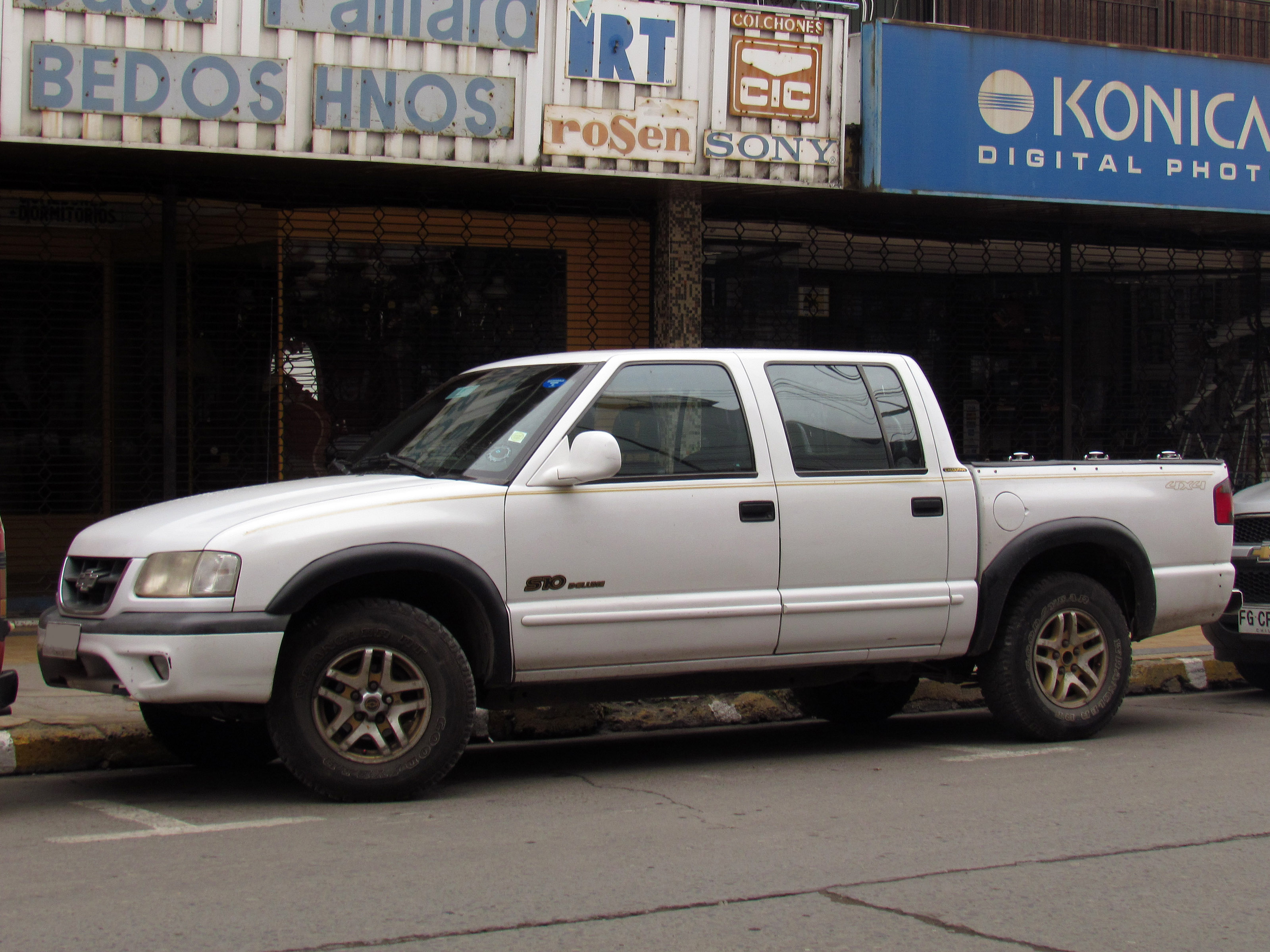
Chevrolet S-10 (Brésil)

Outre l'Amérique du Nord, les S-10 ont également été fabriqués au Brésil, les modèles sud-américains étant dotés d'un bouclier avant redessiné et de moteurs Diesel de 2,8 litres. Le modèle a arrêté sa production en 2004 et a été remplacé par le tout nouveau Colorado.
Le S-10 (la deuxième génération) a également été produit localement au Brésil, et comportait une calandre avant différente des autres, des lampes et un pare-chocs, et était disponible avec un moteur Diesel 2,8. L'ensemble "Xtreme" était une option pour toutes les cabines avec n'importe quel groupe motopropulseur et nécessitait la suspension sport "ZQ8" en option. Le réservoir de carburant avait une capacité de 72 litres.
En 1999, Chevrolet a donné au S-10 une nouvelle carrosserie et un interrupteur pour l'airbag passager, qui peut maintenant être désactivé. Le moteur de base a également été révisé afin qu'il soit conforme à la réglementation sur les niveaux de bruit.
La Chevrolet S-10 à cabine régulière a reçu en 2000 de nouveaux sièges baquets, de série pour les modèles 4x4, et en 2002, la climatisation et un tachymètre étaient offerts de série, et en option, un changeur 6 CD et des sièges avant chauffants pour la cabine double.

### SS
Le Chevrolet S-10 SS était une version haute performance du S-10, introduit en 1994. Moins de 3000 SS été produits en moyenne chaque année[réf. nécessaire]. Lors de son introduction, le SS n'était vendu qu'en trois couleurs: Onyx Black, Summit White, et Apple Red. Le SS a été abandonné en 1998 et a été remplacé par le S-10 Xtreme pour l'année modèle 1999.
Un V6 de 4,3 L (qui était en option sur les S-10 ordinaires) était le moteur standard utilisé dans le SS, produisant entre 182 et 203 ch (entre 134 et 149 kW). Le SS comprenait un différentiel à glissement limité, suspension abaissée (à partir de l'année modèle 1996), changements cosmétiques comme une calandre différente, pare-chocs couleur carrosserie, roues de 16 pouces (disponibles de 1996 à 1998, de conception similaire aux Camaro Z28 de 1991 et 1992 avec enjoliveurs centraux avec logo Chevrolet) et autres différences cosmétiques mineures. Toutes les versions SS étaient des cabines simples, les Xtremes étaient disponibles en cabine allongée avec la "troisième porte". Une version avec marchepied était disponible de 1996 à 1998 et jusqu'en 2003 sur le Xtreme.

### ZR2
La Version ZR2 est une version conçue plus pour un usage plus sévère du 4x4 parmi la seconde Génération de S10/Sonoma. L'option ZR2 élargit le véhicule de 79 cm comparativement à la version 4x4 standard, un cadre en forme d'échelle avec des points de montage de suspension modifiés, roue et roulements d'essieu plus grands, de plus gros différentiels pour accompagner des pneus de 79 cm et une suspension qui ajoute 51 mm de garde au sol en plus, suspension Bilstein améliorée, élargisseurs d'ailes et roues en alliage[réf. nécessaire].

### Isuzu Hombre

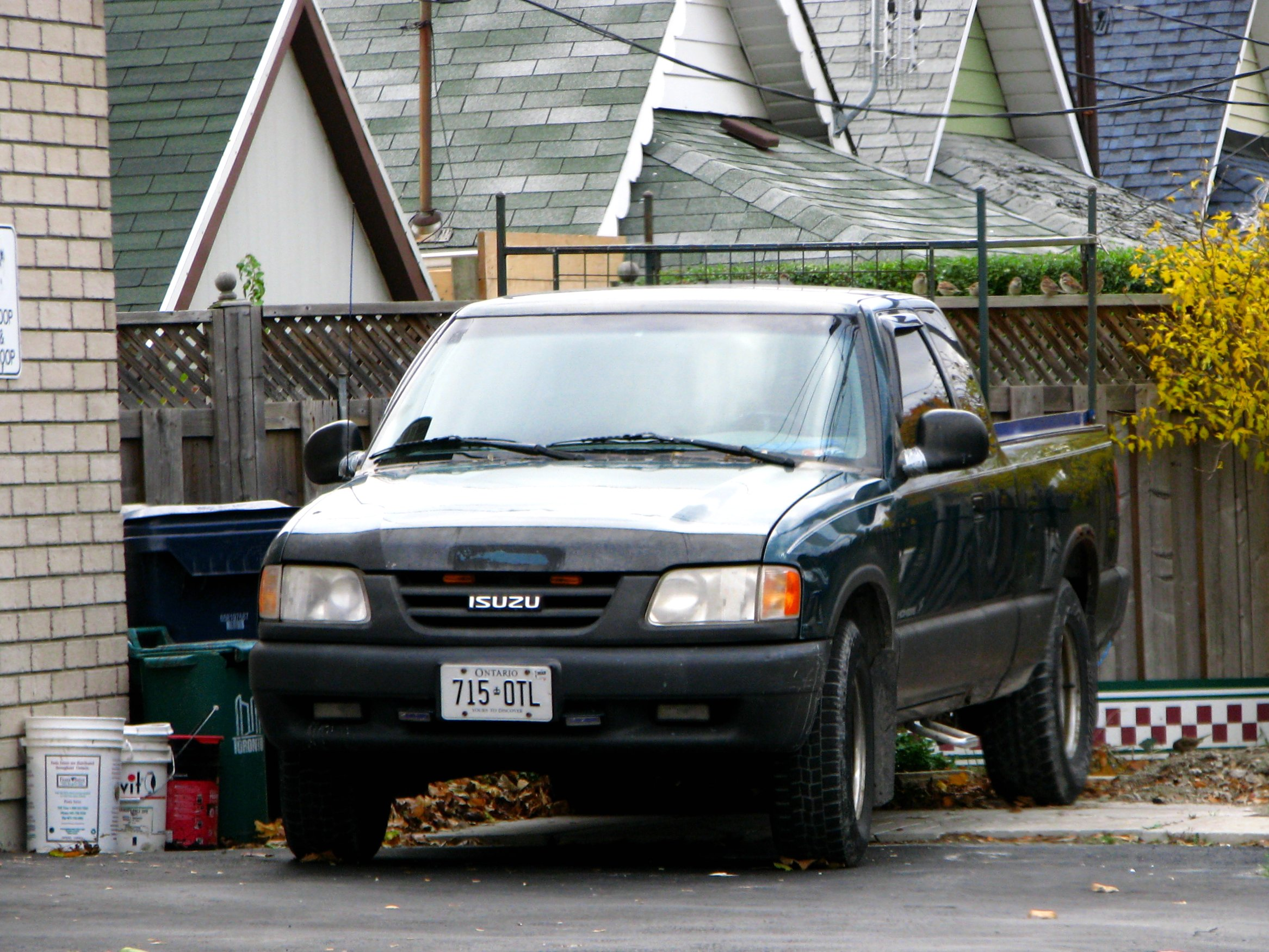
Isuzu Hombre

En 1996, Isuzu a remplacé son P'up par une version du Chevrolet S-10 construit en Louisiane, le Isuzu Hombre, basé sur le S-10 du marché brésilien (la calandre et les ailes sont basées sur le S-10 brésilien ainsi que la tôle de caisse du pick-up). Le Hombre diffère de ses frères GM principalement sur la tôle avant, avec les feux, la calandre, le pare-chocs avant et les ailes avant différents, qui étaient plus évasés. Les panneaux latéraux arrière étaient également différents, car ils avaient un léger évasement sur le passage de roue pour correspondre aux ailes avant. Le Hombre avait une gamme d'options d'équipement beaucoup plus petite que le S-10 et le Sonoma; La cabine allongée aSpacecab, le moteur V6 et les quatre roues motrices ont été ajoutés pour 1997 et disponibles jusqu'en 1998.
Deux niveaux de finition étaient proposés: le S de base et le XS de niveau supérieur. Le XS avait des fonctionnalités comme un lecteur de cassettes, tissu intérieur de qualité supérieure, un tachymètre, lunette arrière coulissante et un dossier divisé en 60/40. Les Hombre étaient équipés des roues en acier Chevrolet S-series de 15 x 7" (avec 8 évents directionnels) - les roues des Hombre étaient peintes en noir (les roues des S10, Sonoma et Blazer / Jimmy étaient peintes en argent) car la majorité étaient équipées d'enjoliveurs avec le logo Isuzu. Les Hombre étaient également disponibles avec les roues en aluminium du S-10 avec des bouchons centraux Isuzu.
La lenteur des ventes a entraîné la fin de la production en 2000. Il faudra encore six ans avant qu'Isuzu ne réintègre le marché des pick-ups avec le I-Series, qui a formé la base du successeur du S-10, le Colorado.

### Motorisations
| Années    | Moteurs                                             | Puissance                       | Couple          | Code VIN       |
| --------- | --------------------------------------------------- | ------------------------------- | --------------- | -------------- |
| 1994–1995 | 2,2 L 2200 4 cylindres, MPFI (injection multipoint) | 120 ch (88 kW)                  | 187 N m         | 4              |
| 1996–1997 | 2,2 L Vortec 2200 4 cylindres, SFI                  | 120 ch (88 kW)                  | 187 N m         | 4              |
| 1998–2003 | 2,2 L Vortec 2200 4 cylindres, SFI                  | 122 ch (89 kW)                  | 190 N m         | 4 or 5         |
| 1994–1996 | 4,3 L Vortec 4300, TBI                              | 152 ch (112 kW)–167 ch (123 kW) | 312 N m–319 N m | Z              |
| 1992–1995 | 4,3 L Vortec 4300, CPI                              | 198 ch (145 kW)–198 ch (145 kW) | 339 N m         | W              |
| 1996–2004 | 4,3 L Vortec 4300, SEFI                             | 182 ch (134 kW)–193 ch (142 kW) | 332 N m–339 N m | W, X ('03-'04) |

Options Moteurs
- 4- 2,2 L avec/ MPFI et SFI,
- 5- 2,2 L avec/ SFI ou Flexfuel,
- Z- 4,3 L avec/ TBI,
- W- 4,3 L avec/ CPI,
- X- 4,3 L avec/ SFI,
- X- ('03-'04) 4,3 L avec/MFI

Le huitième caractère du numéro de série désigne le code moteur.

## Troisième génération (2012-aujourd'hui)

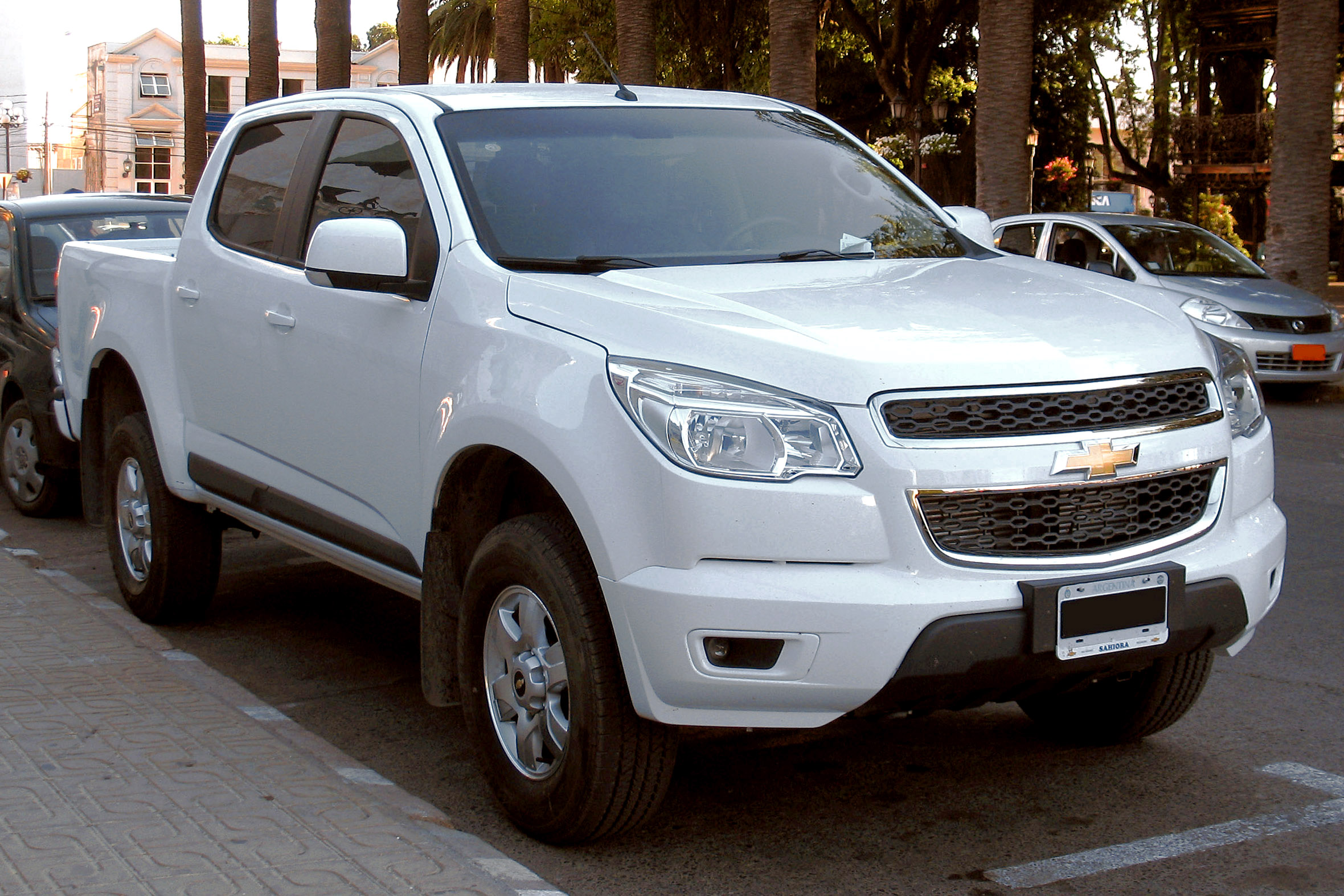
Chevrolet S-10 (2012)

Voir aussi: Chevrolet Colorado Deuxième génération
Bien que la version nord-américaine du S-Series ait été abandonnée en 2004, la deuxième génération de S-10 était encore en construction au Brésil jusqu'en 2012, lorsqu'elle a été remplacée par une version brésilienne du Chevrolet Colorado appelé S-10.
Au Brésil, jusqu'en 2014, la troisième génération de S-10 offrait un moteur Flex-fuel Flexpower de 2,4 L de 147 ch ou un moteur diesel Duramax de 2,8 L de 180 ch. Pour les modèles de 2015, le moteur diesel a été rafraîchi, ce qui a permis d'augmenter la puissance jusqu'à 200 ch. Le moteur flex-fuel (essence / éthanol) avait une mise à niveau pour certaines versions (LT et LTZ) et offrait 206 ch avec un moteur LCV Ecotec 2,5 L à injection directe de carburant. De plus, pour la première fois au Brésil, Chevrolet a proposé le S-10 flex-fuel à quatre roues motrices.
Pour le modèle de 2017, le S-10 a reçu un lifting et le moteur flex-fuel de 2,4 L a été abandonné, les autres choix de moteur étant inchangés. Pour 2018, le S-10 flex-fuel propose désormais une transmission automatique, actuellement la tendance sur ces véhicules du marché Brésilien[réf. nécessaire].
Une version à conduite à droite du modèle relifté de 2017+ est construit à l'usine GM Thailand et vendue en Australie et en Nouvelle-Zélande en tant que modèle Holden Colorado.

## Changement de moteurs
Ces véhicules ont beaucoup de pièces interchangeables avec d'autres véhicules de GM, ce qui en fait une camionnette très populaire pour les amateurs de tuning et de 4x4.